# Sphenorhina hebes
Sphenorhina hebes är en insektsart som först beskrevs av William Lucas Distant 1909.  Sphenorhina hebes ingår i släktet Sphenorhina och familjen spottstritar. Inga underarter finns listade i Catalogue of Life.